# ديرسو
ديرسو (بالإنجليزية: Dirceu)‏ (مواليد 15 يونيو 1952 في كوريتيبا - 15 سبتمبر 1995 في ريو دي جانيرو)، كان لاعب كرة قدم برازيلي كان يلعب كلاعب وسط. سبق له أن لعب في كأس العالم لكرة القدم مع منتخب بلاده.

## المسيرة الاحترافية

### أندية لعب لها
- نادي كوريتيبا
- بوتافوغو ريغاتاس
- نادي فلومينينسي
- نادي فاسكو دا غاما
- نادي أمريكا
- أتلتيكو مدريد
- هيلاس فيرونا
- نادي نابولي
- نادي أسكولي
- نادي كومو
- نادي أفيلينو

## روابط خارجية
- ديرسو على موقع الاتحاد الدولي (مؤرشف)  (الإنجليزية)
- ديرسو على موقع الاتحاد الأوربي (الإنجليزية)
- ديرسو على موقع قاعدة بيانات كرة القدم.إي يو (الإنجليزية)
- ديرسو على موقع ناشيونال فوتبول تيمز (الإنجليزية)
- ديرسو على موقع أوليمبيديا (الإنجليزية)